# Chlewice, West Pomeranian Voivodeship
Chlewice [xlɛˈvit͡sɛ] (tiếng Đức: Klewitz) là một ngôi làng thuộc khu hành chính của Gmina Boleszkowice, thuộc quận Myślibórz, West Pomeranian Voivodeship, ở phía tây bắc Ba Lan, gần biên giới Đức. Nó nằm khoảng 8 kilômét (5 mi)  phía tây nam Boleszkowice, 39 km (24 mi) phía tây nam Myślibórz và 84 km (52 mi) phía nam thủ đô khu vực Szczecin.
Ngôi làng có dân số 77 người.